# 哈尔科夫浪漫派
哈尔科夫浪漫派（羅馬化：Kharkivska shkola romantykiv  ），是1830年代至40年代哈尔科夫大学师生中的青年詩派。得名自浪漫派詩人作品的出版商沙母萊（Агапій Шамрай）。
代表人物有伊茲梅爾·斯列茲涅夫斯基 、 阿姆羅西·梅特林斯基 、 米科拉．科斯托馬羅夫 、 列夫科·博羅維科夫斯基 、 米哈伊洛·彼得倫科 、伊凡·羅斯科夫申科、奧帕納斯‧施皮霍茨基、 科爾松·奧克西約維奇和亞基夫·什喬霍利夫。

## 歷史
19世紀歐洲的浪漫主義風潮亦影響烏克蘭，而彼時烏克蘭浪漫主義重鎮在哈尔科夫。出於建立自己民族誌的願望，哈尔科夫浪漫派作家模仿民謠與傳說創作。 浪漫派作家將人民視為生命力來源的想法，影響了19世紀的烏克蘭彌賽亞主義。 米科拉．科斯托馬羅夫的《乌克兰人民的创世纪》（Книги Буття Українського Народу）理想化了烏克蘭哥薩克人，視其為基督教歐洲與斯拉夫民族的救世主。

### 文獻
- Luckyj, George S. N. . Harvard series in Ukrainian Studies 8. Wilhelm Fink Verlag. 1971. OCLC 578505492.
- Shamrai, Ahapii (编).   [Kharkiv Romantic School] 1–3. Kharkiv. 1930.

### 註腳
1. 1 2 3  Petrenko, Pavlo. . Internet Encyclopedia of Ukraine. 2001.
2. ↑  John-Paul Himka. . Internet Encyclopedia of Ukraine. 1993  [2025-05-12].